# Nicolò Cerbo
Nicolò Cerbo (Cuneo, 22 ottobre 1994) è un ex sciatore alpino italiano.

## Biografia
Originario di Limone Piemonte e attivo in gare FIS dal dicembre del 2009, in Coppa Europa Cerbo ha esordito il 30 gennaio 2013 a Sarentino in discesa libera (94º), ha ottenuto il suo miglior piazzamento il 3 febbraio 2017 a Hinterstoder in supergigante (26º) e ha disputato la sua ultima gara il 23 febbraio 2017, senza comepltare la combinata di Sarentino. Si è ritirato al termine della stagione 2016-2017 e la sua ultima gara in carriera è stata lo slalom gigante FIS di Limone Piemonte del 1º aprile, chiuso da Cerbo al 3º posto. Non ha debuttato in Coppa del Mondo né preso parte a rassegne olimpiche o iridate.

## Palmarès

### Coppa Europa
- Miglior piazzamento in classifica generale: 200º nel 2016

### Campionati italiani
- 1 medaglia:
  - 1 argento (combinata nel 2016)